# Пајерн
Пајерн (фр. Payerne, итал. Payerne) је град у западној Швајцарској. Пајерн је значајан град у оквиру кантона Во, где је седиште округа Број-Вули.
На Аеродрому Пајерн поред града налази се седиште швајцарског ваздухопловства и државни завод за ваздухопловство.

## Природне одлике
Пајерн се налази у западном делу Швајцарске. Од главног града, Берна град је удаљен 50 км југозападно.
Рељеф: Пајерн је смештен у средишњем делу Швајцарске висоравни, на приближно 450 метара надморске висине. Подручје северно од града је равничарско, док на југу почињу брда.
Клима: Клима у Пајерну је умерено континентална.
Воде: Пајерн се сместио на речици Број, која дели град на западни и источни део.

## Историја
Подручје Пајерна је било насељено још у време праисторије, а у доба антике било је део Старог Рима.
Први помен насеља под данашњим именом везује се за годину 961. 
У 16. веку месно становништво је прихватило протестантску веру (Калвинизам).
Током 19. века Пајерн постаје значајније место, па се почиње нагло развијати и јачати привредно. Ово благостање се задржало до дан-данас.

## Становништво
2010. године Пајерн је имао близу 9.000 становника, од чега страни држављани чине 32,0%.
Језик: Швајцарски Французи чине већину Пајерна и француски језик преовлађује у граду (83,1%). Досељавањем досељеника из других земаља становништво Пајерна је постало веома шаролико, па се на улицама града чују бројни други језици, попут португалског (4,6%) и немачког (3,4%).
Вероисповест: Месно становништво је прихватило калвинизам у 16. веку. Међутим, последњих деценија у Пајерна се знатно повећао удео других вера, па данас већину чине римокатолици (46,3%), док су други по реду протестанти (36,6%). Прате их атеисти (7,3%) и муслимани (4,9%).

## Збирка слика
- Старо језгро Пајерна
- Стара манастирска црква
- Куће на градском кеју
- Нова градска кућа Пајерна